# Division II i ishockey 1964/1965
Division II i ishockey 1964/1965 var näst högsta divisionen i svensk ishockey under säsongen och spelades med 80 lag fördelat på åtta grupper med tio lag vardera. Segraren i varje grupp gick vidare för kvalificering till Division I. De sämsta lagen i varje grupp flyttades ner till Division III. Antalet lag som flyttades ner varierade beroende på hur många Division III-grupper som fanns i området. Ofta gjordes undantag för att fylla tomma platser när lag slagits samman eller självmant valt att lämna divisionen. Även när lag flyttades upp och ner från högsta serien kunde extra lag flyttas upp eller ner för att jämna ut antalet platser i en grupp. Till nästa säsong valde man dessutom att utöka serien med sex lag vilket bidrag till att fler lag är normalt klarade sig undan nedflyttning.

## Nya lag
- Division II Norra A: Clemensnäs IF, Gällivare SK och Jörns IF
- Division II Norra B: Bjästa IF, Heffners/Ortvikens IF, IFK Strömsund och Sandåkerns SK
- Division II Östra A: Gävle GIK, Hemsta IF, Ockelbo IF och Orsa IK
- Division II Östra B: IFK Stockholm och Vallentuna BK
- Division II Västra A: Bångbro IK
- Division II Västra B: IF Karlskoga/Bofors, IFK Trollhättan, Sågdalens SK och IF Uve
- Division II Södra A: IFK Mariefred och Västerviks AIS
- Division II Södra B: IFK Malmö, Skillingaryds IS, Tingsryds AIF och Östers IF

Clemensnäs (Skellefteå), Gävle, Karlskoga och Öster (Växjö) hade flyttats ner från Allsvenskan. Övriga lag hade flyttats upp från Division III.

## Division II Norra
Grupp A
Inför säsongen tippades i första hand Clemensnäs som gruppvinnare. De hade precis flyttats ner från Allsvenskan och förmodades ha goda chanser att ta sig tillbaka. Istället blev det ett annat Skelleftelag, nämligen Rönnskär som vann gruppen. Rönnskär ledde serien från start till mål med undantag för en omgång strax efter jul då man hade en match mindre spelad.
| Nr | Lag             | S  | V  | O | F  | GM | IM  | MS  | P  |
| -- | --------------- | -- | -- | - | -- | -- | --- | --- | -- |
| 1  | Rönnskärs IF    | 18 | 14 | 2 | 2  | 77 | 44  | +33 | 30 |
| 2  | Clemensnäs IF   | 18 | 12 | 1 | 5  | 97 | 47  | +50 | 25 |
| 3  | Piteå IF        | 18 | 11 | 2 | 5  | 69 | 55  | +14 | 24 |
| 4  | IFK Kiruna      | 18 | 9  | 2 | 7  | 71 | 51  | +20 | 20 |
| 5  | Malmbergets AIF | 18 | 9  | 1 | 8  | 85 | 61  | +24 | 19 |
| 6  | Kiruna AIF      | 18 | 7  | 4 | 7  | 88 | 66  | +22 | 18 |
| 7  | Skellefteå IF   | 18 | 7  | 3 | 8  | 83 | 84  | −1  | 17 |
| 8  | Bodens BK       | 18 | 7  | 1 | 10 | 55 | 83  | −28 | 15 |
| 9  | Gällivare SK    | 18 | 3  | 2 | 13 | 32 | 94  | −62 | 8  |
| 10 | Jörns IF        | 18 | 2  | 0 | 16 | 42 | 114 | −72 | 4  |

Grupp B
Framförallt Nyland (Kramfors) men också Järved (Örnsköldsvik) och Heffners (Sundsvall) nämndes på förhand som favoriter. Det blev Nyland som gick vidare till kval för första gången sedan man nådde andradivisionen. Andraplatsen togs överraskande av Sandåkern från Umeå.
| Nr | Lag                   | S  | V  | O | F  | GM | IM  | MS  | P  |
| -- | --------------------- | -- | -- | - | -- | -- | --- | --- | -- |
| 1  | IFK Nyland            | 18 | 11 | 4 | 3  | 96 | 58  | +38 | 26 |
| 2  | Sandåkerns SK         | 18 | 11 | 2 | 5  | 92 | 64  | +28 | 24 |
| 3  | Heffners/Ortvikens IF | 18 | 11 | 2 | 5  | 66 | 56  | +10 | 24 |
| 4  | Järveds IF            | 18 | 10 | 3 | 5  | 89 | 55  | +34 | 23 |
| 5  | Tegs SK               | 18 | 10 | 0 | 8  | 77 | 67  | +10 | 20 |
| 6  | Vännäs AIK            | 18 | 5  | 4 | 9  | 67 | 77  | −10 | 14 |
| 7  | Bjästa IF             | 18 | 5  | 3 | 10 | 59 | 75  | −16 | 13 |
| 8  | IFK Strömsund         | 18 | 5  | 3 | 10 | 74 | 91  | −17 | 13 |
| 9  | Sollefteå IK          | 18 | 6  | 1 | 11 | 69 | 103 | −34 | 13 |
| 10 | IF Älgarna            | 18 | 4  | 2 | 12 | 59 | 102 | −43 | 10 |

## Division II Östra
Grupp A
Gruppen vanns överraskande av Ludvika som så sent som förra säsongen var inblandade i bottenstriden. Denna säsong placerade de sig före tidigare allsvenska lag som Morgårdshammar och Gävle GIK. Gruppen avgjordes i sista omgången då Ludvika ledde serien men förlorade mot bottenlaget Ockelbo samtidigt som Morgårdshammar vann sin match mot Ljusne. Därmed stod de båda topplagen på samma poäng, men dalalaget klarade inte att hämta in målskillnaden så Ludvika vann serien med fyra måls bättre målskillnad. Sandviken, Ockelbo och Orsa placerade sig sist och flyttades ner till Division III.
| Nr | Lag                | S  | V  | O | F  | GM | IM  | MS  | P  |
| -- | ------------------ | -- | -- | - | -- | -- | --- | --- | -- |
| 1  | Ludvika FfI        | 18 | 13 | 3 | 2  | 88 | 35  | +53 | 29 |
| 2  | Morgårdshammars IF | 18 | 13 | 3 | 2  | 93 | 44  | +49 | 29 |
| 3  | Ljusne AIK         | 18 | 12 | 1 | 5  | 72 | 42  | +30 | 25 |
| 4  | Gävle GIK          | 18 | 9  | 1 | 8  | 69 | 56  | +13 | 19 |
| 5  | Falu BS            | 18 | 8  | 2 | 8  | 70 | 80  | −10 | 18 |
| 6  | Hemsta IF          | 18 | 6  | 4 | 8  | 63 | 66  | −3  | 16 |
| 7  | IK Warpen          | 18 | 6  | 2 | 10 | 54 | 77  | −23 | 14 |
| 8  | Sandvikens IF      | 18 | 5  | 3 | 10 | 47 | 80  | −33 | 13 |
| 9  | Ockelbo IF         | 18 | 4  | 2 | 12 | 58 | 81  | −23 | 10 |
| 10 | Orsa IK            | 18 | 3  | 1 | 14 | 49 | 102 | −53 | 7  |

Grupp B
Hammarby tippades som solklara favoriter för tredje året i rad. Gruppseger blev det också utan några förluster och bara två tappade poäng (oavgjort mot Traneberg och Sundbyberg). På andra plats placerade sig överraskande Traneberg. Även nyuppflyttade IFK Stockholm gjorde en bra säsong och placerade sig trea. Sist kom Vallentuna som tillsammans med Karlberg flyttades ner till Division III.
| Nr | Lag             | S  | V  | O | F  | GM  | IM  | MS  | P  |
| -- | --------------- | -- | -- | - | -- | --- | --- | --- | -- |
| 1  | Hammarby IF     | 18 | 16 | 2 | 0  | 121 | 43  | +78 | 34 |
| 2  | Tranebergs IF   | 18 | 11 | 4 | 3  | 99  | 49  | +50 | 26 |
| 3  | IFK Stockholm   | 18 | 12 | 0 | 6  | 93  | 71  | +22 | 24 |
| 4  | Sundbybergs IK  | 18 | 10 | 3 | 5  | 93  | 65  | +28 | 23 |
| 5  | Nacka SK        | 18 | 8  | 2 | 8  | 73  | 77  | −4  | 18 |
| 6  | IFK Lidingö     | 18 | 7  | 2 | 9  | 77  | 70  | +7  | 16 |
| 7  | Skuru IK        | 18 | 6  | 2 | 10 | 77  | 95  | −18 | 14 |
| 8  | Mälarhöjdens IK | 18 | 6  | 0 | 12 | 50  | 78  | −28 | 12 |
| 9  | Karlbergs BK    | 18 | 5  | 0 | 13 | 40  | 98  | −58 | 10 |
| 10 | Vallentuna BK   | 18 | 1  | 1 | 16 | 49  | 126 | −77 | 3  |

## Division II Västra
Grupp A
Kvalplatsen togs överraskande av Avesta som redan i premiären vann över favoriterna Fagersta. I nästa match tappade Avesta en poäng mot Enköping för att därefter vinna 16 raka matcher. Nedflyttningsplatserna togs av Lindesberg och Hallstahammar som fick spela i Division III den efterföljande säsongen.
| Nr | Lag               | S  | V  | O | F  | GM  | IM  | MS  | P  |
| -- | ----------------- | -- | -- | - | -- | --- | --- | --- | -- |
| 1  | Avesta BK         | 18 | 17 | 1 | 0  | 121 | 43  | +78 | 35 |
| 2  | Fagersta AIK      | 18 | 14 | 0 | 4  | 99  | 49  | +50 | 28 |
| 3  | Surahammars IF    | 18 | 10 | 2 | 6  | 93  | 71  | +22 | 22 |
| 4  | IK Westmannia     | 18 | 9  | 3 | 6  | 93  | 65  | +28 | 21 |
| 5  | Almtuna IS        | 18 | 8  | 3 | 7  | 73  | 77  | −4  | 19 |
| 6  | Enköpings SK      | 18 | 7  | 3 | 8  | 77  | 70  | +7  | 17 |
| 7  | IFK Arboga        | 18 | 6  | 2 | 10 | 77  | 95  | −18 | 14 |
| 8  | Bångbro IK        | 18 | 6  | 2 | 10 | 50  | 78  | −28 | 14 |
| 9  | IFK Lindesberg    | 18 | 2  | 3 | 13 | 40  | 98  | −58 | 7  |
| 10 | Hallstahammars SK | 18 | 1  | 1 | 16 | 49  | 126 | −77 | 3  |

Grupp B
Färjestad från Karlstad vann gruppen enkelt vilket ansågs vara ganska väntat. Marginalen till tvåan Karlskoga (i folkmun kallade KB63) var sju poäng. Tredjeplatsen togs av Borås-laget Norrby. Sist placerades sig Sågdalen (Mölndal) och Trollhättan som båda flyttades ner till division III.
| Nr | Lag                 | S  | V  | O | F  | GM  | IM  | MS   | P  |
| -- | ------------------- | -- | -- | - | -- | --- | --- | ---- | -- |
| 1  | Färjestads BK       | 18 | 16 | 2 | 0  | 133 | 27  | +106 | 34 |
| 2  | IF Karlskoga/Bofors | 18 | 13 | 1 | 4  | 117 | 56  | +61  | 27 |
| 3  | Norrby IF           | 18 | 11 | 3 | 4  | 88  | 43  | +45  | 25 |
| 4  | Forshaga IF         | 18 | 11 | 2 | 5  | 103 | 80  | +23  | 24 |
| 5  | Gais                | 18 | 8  | 1 | 9  | 71  | 81  | −10  | 17 |
| 6  | IF Uve              | 18 | 8  | 0 | 10 | 75  | 90  | −15  | 16 |
| 7  | Mariestads CK       | 18 | 7  | 1 | 10 | 62  | 69  | −7   | 15 |
| 8  | IFK Munkfors        | 18 | 6  | 0 | 12 | 60  | 88  | −28  | 12 |
| 9  | Sågdalens SK        | 18 | 4  | 1 | 13 | 45  | 109 | −64  | 9  |
| 10 | IFK Trollhättan     | 18 | 0  | 1 | 17 | 43  | 154 | −111 | 1  |

## Division II Södra
Grupp A
Som förväntat vann Örebro gruppen överlägset och fick därmed kvalplatsen till division I. Segermarginalen mot tvåan Norrköping blev fem poäng. Västervik och Mariefred slutade sist i tabellen och flyttades ner till division III.
| Nr | Lag            | S  | V  | O | F  | GM  | IM  | MS   | P  |
| -- | -------------- | -- | -- | - | -- | --- | --- | ---- | -- |
| 1  | Örebro SK      | 18 | 15 | 1 | 2  | 127 | 42  | +85  | 31 |
| 2  | IFK Norrköping | 18 | 12 | 2 | 4  | 81  | 49  | +32  | 26 |
| 3  | BK Kenty       | 18 | 12 | 2 | 4  | 83  | 61  | +22  | 26 |
| 4  | BK Remo        | 18 | 11 | 0 | 7  | 82  | 56  | +26  | 22 |
| 5  | Tranås AIF     | 18 | 9  | 2 | 7  | 76  | 69  | +7   | 20 |
| 6  | IK Sleipner    | 18 | 8  | 2 | 8  | 80  | 67  | +13  | 18 |
| 7  | Nyköpings AIK  | 18 | 7  | 3 | 8  | 65  | 57  | +8   | 17 |
| 8  | Nyköpings SK   | 18 | 4  | 2 | 12 | 65  | 85  | −20  | 10 |
| 9  | IFK Mariefred  | 18 | 4  | 0 | 14 | 54  | 127 | −73  | 8  |
| 10 | Västerviks AIS | 18 | 1  | 0 | 17 | 32  | 132 | −100 | 2  |

Grupp B
Innan spelet började ansågs Öster (från Växjö) vara överlägsna favoriter medan Tingsryd och Vättersnäs (Jönköping) nämndes som outsiders. I första omgången mötte Öster blivande bottenlaget IFK Malmö och spelade helt överlägset, men lyckads ändå bara vinna med 2–0. Detta var till stor del den 16-årige målvakten Anders Frithiofs förtjänst. Även under resten av säsongen visade Frithiof talang i målet och kom att bli mycket omskriven trots hans lags bottenplacering. IFK Malmö flyttades tillsammans med Alvesta SK ner till division III till nästa säsong, medan Öster som seriesegrare fick en plats i kvalet till Allsvenskan.
| Nr | Lag              | S  | V  | O | F  | GM | IM  | MS  | P  |
| -- | ---------------- | -- | -- | - | -- | -- | --- | --- | -- |
| 1  | Östers IF        | 18 | 14 | 1 | 3  | 97 | 54  | +43 | 29 |
| 2  | Tingsryds AIF    | 18 | 13 | 0 | 5  | 93 | 54  | +39 | 26 |
| 3  | Norrahammars GIS | 18 | 11 | 0 | 7  | 86 | 67  | +19 | 22 |
| 4  | IF Troja         | 18 | 10 | 2 | 6  | 82 | 64  | +18 | 22 |
| 5  | Husqvarna IF     | 18 | 9  | 2 | 7  | 85 | 63  | +22 | 20 |
| 6  | Skillingaryds IS | 18 | 9  | 1 | 8  | 84 | 80  | +4  | 19 |
| 7  | Växjö IK         | 18 | 8  | 2 | 8  | 71 | 63  | +8  | 18 |
| 8  | Vättersnäs IF    | 18 | 8  | 2 | 8  | 87 | 93  | −6  | 18 |
| 9  | Alvesta SK       | 18 | 2  | 0 | 16 | 54 | 115 | −61 | 4  |
| 10 | IFK Malmö        | 18 | 1  | 0 | 17 | 43 | 129 | −86 | 2  |

## Kval till Division I
Kvalet innebar att Hammarby Stockholm Söderort på tredje försöket återtog sin plats i högsta serien. Även Rönnskär (Skellefteå) hade tidigare erfarenhet av Allsvenskan medan Örebro och Färjestad (Karlstad) flyttades upp för första gången.
| Nr | Lag          | S | V | O | F | GM | IM | MS  | P  |
| -- | ------------ | - | - | - | - | -- | -- | --- | -- |
| 1  | Hammarby IF  | 6 | 5 | 0 | 1 | 27 | 18 | +9  | 10 |
| 2  | Rönnskärs IF | 6 | 4 | 1 | 1 | 27 | 13 | +14 | 9  |
| 3  | Ludvika FfI  | 6 | 2 | 1 | 3 | 16 | 18 | −2  | 5  |
| 4  | IFK Nyland   | 6 | 0 | 0 | 6 | 12 | 33 | −21 | 0  |

| Nr | Lag           | S | V | O | F | GM | IM | MS  | P |
| -- | ------------- | - | - | - | - | -- | -- | --- | - |
| 1  | Färjestads BK | 6 | 4 | 0 | 2 | 33 | 14 | +19 | 8 |
| 2  | Örebro SK     | 6 | 4 | 0 | 2 | 26 | 28 | −2  | 8 |
| 3  | Östers IF     | 6 | 3 | 0 | 3 | 20 | 19 | +1  | 6 |
| 4  | Avesta BK     | 6 | 1 | 0 | 5 | 15 | 33 | −18 | 2 |